# Friedrich Wilhelm von Grumbkow

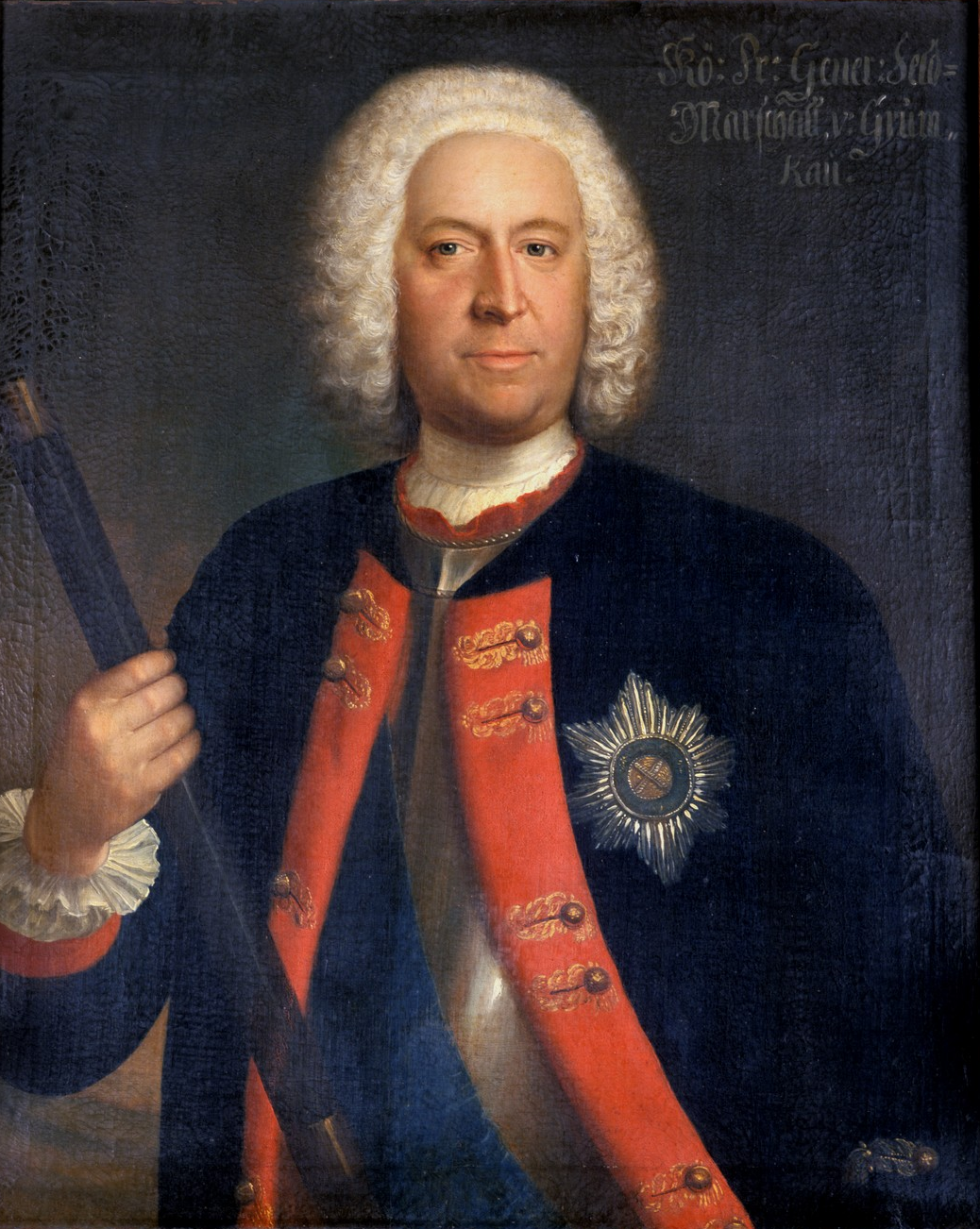
Friedrich Wilhelm von Grumbkow

Friedrich Wilhelm von Grumbkow (Berlim, 4 de outubro de 1678 - Berlim,18 de março de 1739) foi um Generalfeldmarschall e estadista prussiano.

## Vida
O Grumbkow nasceu em Berlim como filho de Joachim Ernst von Grumbkow, Ministro Geral da Guerra de Brandemburgo-Prússia. Educado na França, ele se casou com uma Mademoiselle de la Chevalerie.  Participou da Guerra da Sucessão Espanhola, lutando na Batalha de Malplaquet e alcançando o posto de Generalmajor.
O rei Frederico Guilherme I da Prússia confiou em Grumbkow e nomeou-o membro do Conselho Privado e chefe do Generalkriegskommissariat. Ele era conhecido como "Biberius" pelos amigos, devido à sua tendência ao consumo de álcool. Ele era dono do Petit Palais em Niederschönhausen e de uma casa na Königstraße em Berlim.
Grumbkow ascendeu ao topo dos ramos militares e tributários da Prússia, o que lhe permitiu ajudar Frederico Guilherme em seus esforços para modernizar a administração da Prússia. Suas melhorias no sistema tributário foram vitais para a colonização de terras não colonizadas e para a governança municipal. Após a criação do Diretório Geral em 1723, Grumbkow tornou-se chefe do primeiro departamento. Ele foi promovido a Generalfeldmarschall em 1737.
Influenciado pelo enviado imperial em Berlim, Friedrich Heinrich von Seckendorff, Grumbkow aconselhou Frederico Guilherme I contra o casamento do príncipe herdeiro Frederico com uma princesa da Casa de Hanover . Ao servir aos interesses da Áustria dos Habsburgos sobre a Casa de Hohenzollern , Grumbkow aprofundou a divisão entre Frederico Guilherme e seu filho, Frederico.
Frederick William tolerou o fato de Grumbkow estar na folha de pagamento da Áustria. Em uma carta a Leopoldo I, Príncipe de Anhalt-Dessau , o rei escreveu sobre a corrupção de Grumbkow: "Eu sei que ele é assim, mas você precisa dessas pessoas para fazer negócios com os quais pessoas honradas não gostariam de sujar as mãos. Eu consigo mais dele em uma hora do que consigo com outros em três".
Frederick finalmente alcançou uma reconciliação com Frederick William e Grumbkow. Ele se referiu a Grumbkow como "o cassubiano", por causa de sua ascendência pomerana. Grumbkow morreu em Berlim em 1739, pouco mais de um ano antes de Frederico Guilherme.